# تيكس أنطوان
تيكس أنطوان (بالإنجليزية: Tex Antoine)‏ هو عالم أمريكي، ولد في 21 أبريل 1923 في إلينوي في الولايات المتحدة، وتوفي في 12 يناير 1983 في مانهاتن في الولايات المتحدة.

## وصلات خارجية
- تيكس أنطوان على موقع IMDb (الإنجليزية)